# Тацине
Тацине — селище в Україні, у Ровеньківській міській громаді Ровеньківського району Луганської області. Населення становить 306 осіб (за станом на 2001 рік). Орган місцевого самоврядування — Михайлівська селищна рада.
Колишні назви: село Талине (до 1962 р.) та селище Тацине (до 1969 р.).